# Кереи
Кере́и (каз. Керей / Kerei) — одно из шести племён (аргын, керей, кыпшак, найман, уак, конырат) Среднего Жуза казахов. Кереи в Казахстане состоят из двух крупных родов — абак и ашамайлы.

## Происхождение
В исторической литературе господствует мнение, что казахское племя керей происходит от кереитов Ван-хана, живших в Монголии в XIII веке и воевавших с Чингисханом. Большинство исследователей склонялись к этой точке зрения. В свою очередь, Г. Е. Грумм-Гржимайло поставил под сомнение этническую связь кереев и кереитов, указав на то, что китайские письменные источники для написания этих двух этнонимов используют абсолютно разные иероглифы.
Кереи делятся на два подрода: абак и ашамайлы. Представители рода абак первоначально расселялись в основном в Китае, Монголии и окрестностях Семипалатинска, представители ашамайлы — на севере и востоке современного Казахстана. На территории Кулундинской (каз. кұлынды даласы) степи Алтайского края и Новосибирской области РФ.
По данным шежире выделены две версии генеалогии кереев:
1. Н. Э. Масанов приводил легенду, записанную Н. Коншиным о том, что кереи происходят от двух братьев — Сыбана и Кара-бия, У Кара-бия было 4 сына: Балтаба, Кочубе, Тарычи, Танычи и дочь, на которой был женат Абак, выходец из Старшего Жуза. Потомство Сыбана и Кара-бия называется ашамайлы-керей, а потомки Абака — абак-кереи.
2. Согласно З. Садибекову сыновьями Ашамайлы были Шибай и Кара-би. Дочь Караби вышла замуж за Абак батыра из рода Шапырашты, а детьми Шибая были Танан, Сыбан, Сакалкерей, Таз, Сагындык-керей. Детьми Танаша были Кошебе, Балта, Тарышы.
Несмотря на различия в генеалогиях, по этим двум вариантам шежире есть единая точка зрения о том, что Абак не являлся кровным родственником ашамайлы-кереям и был связан с ними посредством своей жены.

## Гаплогруппа
В публикации С. Абилева и соавторов про гаплогруппы кереев отмечены ряд моментов:
1. Исследован 51 представитель рода керей, из которых 28 принадлежат к подроду абак-керей, а 20 — к ашамайлы-кереям (3 не знают свои подроды). Отмечено, что старкластер С3 является генетическим маркером кереев, причем абак-кереи и ашамайлы отличаются в основном по значению маркера DYS448. У ашамайлы-кереев он, в основном, равен 22, а у абак — 23. Причем, значение 22 характерно для всех остальных обладателей старкластера, таким образом можно заметить, что значение 23 маркирует абак-кереев.
2. Отмечено, что согласно историческим данным, два клана кереев разделились около 20-22 поколений назад. Это дает 500—550 (25 лет на поколение) или 600—660 лет жизни до общего предка.
3. Отмечено, что кереиты родственны современным кереям. «Керей» — один из вариантов этнонима «кереит».
Согласно Ж. М. Сабитову, кереи родственны кереитам, но не имеют прямого отношения по Y-хромосоме к кереитам 13 века. С3-старкластер гораздо шире и связан с огромным массивом монгольских племен 13 века, распространивших эту гаплогруппу по территории Монгольской империи.
Кереи по Y-хромосоме не родственны найманскому подроду кара-керей. Кара-кереи из состава найманов (подроды ерторы-жангул и сыбан-марка) имеют гаплогруппу О3а3с-M134 и совпадают с другими найманскими подродами (матай, садыр и караужасык). По материнской линии у кереев определены гаплогруппы D4o мтДНК. Расчеты генетической изменчивости митохондриальной ДНК показывают, что женщина — основательница D4o-гаплогруппы мтДНК могла жить 9 300—18 400 лет назад.

## Деление
| - Абак: 1. Жантекей 2. Жадик 3. Шимойын 4. Шубарайгыр 5. Меркит 6. Шеруши 7. Сарбас 8. Молкы 9. Ители 10. Каракас 11. Консадак 12. Жастабан | - Ашамайлы: 1. Балта 2. Кошебе 3. Сибан 4. Тарышы: (аксары, курсары) |

Согласно полевым материалам этнографических экспедиций (1956—1973 гг.), керей подразделялись на два крупных родовых объединения: ашамайлы и абак.
В литературе также встречаются следующие родовые имена: керей-ажы, керей-сейбан, керей-куттубай, керей-так.
Абак. С. Аманжолов приводит следующий список подродов: жантекей, жадык, каракас, черуши, жас-табан, ители, молку, кон-садак, меркит, чий-моин, чубар-айгыр, сарбас. У М. С. Муканова список выглядит следующим образом: жантеке, жадык, каракас, шереушы, жастабан, ители (айгыр), молкы, консадак, меркыт, итемген, сарбас. Список подродов, приведенный В. И. Петровым: джантекей, жадык, каракас, шеруши, жастабан, ители, молки, консадак, меркит, шимоин, шубарайгыр, култайбулат. Двенадцатиколенные абак-кереи, описанные Б. Г. Каирбековым: жантеке, жадик, каракас, шоруши, жастабан, ители, молкы, кенсадак, меркит, итемген, шубарайгыр, сарбас.
Ашамайлы. Ашамайлы состояли из родов: сибан (подроды еримсары, кортык, кунгене, шокматар, жылыбай, косай), балта (подроды жадык, байгожа, карасары), кошебе (подроды жоламан, таузар, ольмамбет), тараши (подроды аксары, курсары, токымбет, матакай, самай, еменалы, нуралы, нурумбет, акымбет).
В состав ашамайлы, по сведениям М. Тынышпаева, входили балта, каракас, сбан (сыбан, сиван, шибан), смаил, шимоин. По др. сведениям, сюда также входили аббас, хансадак, кошебе, тарышы. По родовой схеме, приводимой Н. Коншиным, роды аксары и курсары — ведут свое начало от Тарычи (Тарыши).

## Расселение
В Казахском ханстве кереи расселялись преимущественно в Северном и Восточном Казахстане по бассейнам среднего течения Иртыша, Ишима, в предгорной полосе Западного Алтая, а также на территории современного Алтайского края РФ, вдоль границы с Республикой Казахстан. Тому подтверждение, село Керей Кулундинского района, Алтайского края. До Октябрьской революции основная масса российских кереев проживала в Акмолинской (Петропавловский уезд — более 20 тыс., Омский уезд — 13 тыс.), Семипалатинской (Каркаралинский уезд — около 12 тыс., Семипалатинский уезд — около 6 тыс., Зайсанский уезд — 4,5 тыс.) и Тургайской областях (Кустанайский уезд — более 8 тыс.). Кроме того, около 30 тыс. кереев проживало за пределами Российской империи. По данным казахского общественного деятеля начала XX века М. Тынышпаева, в 1917 году численность кереев в Казахстане достигала 160 тыс. человек, а всего — 460 тыс. человек.
За пределами бывшего СССР большие группы кереев и по сей день проживают в аймаке Баян-Улгий Монголии и Синьцзян-Уйгурском автономном районе Китая.

## Уак-керей
В ряде источников уаки и кереи объединяются под общим именем уак-керей. По данным А. Левшина, уак-керей составляли уак, керей и тараклы.